# Yum Brands
Yum Brands, Inc., av företaget skrivet Yum! Brands, Inc., tidigare Tricon Global Restaurants, är ett amerikanskt multinationellt förvaltningsbolag som äger snabbmatskedjorna The Habit Burger Grill, Kentucky Fried Chicken (KFC), Pizza Hut och Taco Bell. Det har även ägt A&W och Long John Silver's.
Förvaltningsbolaget grundades 1997 när de blev avknoppade från Pepsico och deras huvudkontor ligger i Louisville i Kentucky.
2010 hade Yum Brands 37 214 restauranger runt om i världen och försäljningen 2009 motsvarande 81 miljarder kronor, som jämförelse hade McDonalds under samma period en försäljning motsvarande 170 miljarder kronor.